# Блеквотер (Мисури)
Блеквотер (енгл. Blackwater) град је у америчкој савезној држави Мисури.

## Демографија
По попису из 2010. године број становника је 162, што је 37 (-18,6%) становника мање него 2000. године.
| Група             | 2000.       | 2010.       |
| Белци             | 193 (97,0%) | 153 (94,4%) |
| Афроамериканци    | 5 (2,5%)    | 3 (1,9%)    |
| Азијати           | 1 (0,5%)    | 0 (0,0%)    |
| Хиспаноамериканци | 1 (0,5%)    | 3 (1,9%)    |
| Укупно            | 199         | 162         |